# 劉玄顥
劉玄顥，臺灣士林地方法院檢察署檢察官，畢業於輔仁大學法律系、東吳大學法律研究所。
司法官訓練所45期結業，歷任桃園地檢署、高雄地檢署檢察官。在士林地檢署任職期間，歷經肅貪專組、打擊民生犯罪專組歷練。民國104年6月27日，八仙樂園發生塵爆案，當時值班的他隨即趕往現場並指揮警方蒐證偵辦。士林地檢署指派劉玄顥、游儒倡及吳宗憲3名檢察官到場了解，隨後由劉玄顥偵辦。士林地檢署表示偵辦期間劉玄顥時常加班，又正巧劉的妻子剛生下第一胎，讓他更加忙碌，但仍順利在去年10月偵結此案，將活動主辦人呂忠吉被依業務過失致死等罪嫌起訴。
2016年2月28日凌晨，劉玄顥突然身體不適，經妻子緊急送醫全力搶救仍宣告不治。

## 履历

### 任職高雄地檢署期間
1. 曾偵辦殺人水泥封屍案。[4]
2. 曾與劉河山、陳永章、林慧美、吳協展、陳俊宏、殷玉龍、謝肇晶等七名檢察官共同指揮高雄地檢署檢察事務官五十三人及高雄縣市警方、港務警察局、刑事警察局偵八隊、電信警察隊等一百餘人，同步搜索高雄港務局及相關航商等二十七處，並傳喚相關人員連同公務員及航商等五十多人，以偵辦高雄港務局爆發官員涉嫌與航商勾串作假案。[5]

### 任職桃園地檢署期間
1. 曾指揮桃園縣龍潭分局破獲由嫌犯李×輝為首之「天道盟正義會大樹林分會」不法組織。該組織平日糾眾逞凶鬥狠，討債時如遇對象無法支付高額利息，動輒要脅危害被害者家人安全，曾有被害者因無力還債、避不見面，李嫌等人仍屢次騷擾債務人前妻，意圖強逼被害人出面償還高額利息，讓無辜民眾深心懼怕。並以持槍（彈）械及木棍、鐵（鋁）棒滋事或以暴力強押及恐嚇、傷人等，嚴重破壞社會秩序，危害他人生命、身體、自由、財產安全。[6]
2. 因桃園觀音沿海疑遭工業廢水汙染，故指揮環保警察隊、桃園縣環保局到嫌疑最大的富順纖維廠蒐證。稽查人員採集顏料、放流口水樣，在廠外溝渠及海灘間發現黑色底泥。[7]
3. 曾指揮警方追查林務局新竹林管處海岸林工作站巡守員劉博書與楊姓業者簽約，讓楊雇用挖土機司機鄭水清傾倒廢土在觀音鄉樹林村海岸林地案。[8]
4. 在桃園地檢署主任檢察官黃錦秋率領下，與劉玄顥、姜永浩、簡方毅等3名檢察官指揮刑事局國際科、桃園縣警局及雲林縣警局，持拘票及搜索票，掃蕩人蛇集團脅迫女子賣淫案。[9]
5. 指揮大溪警分局、森林暨保育警察隊與林務局大溪工作站保育員，在拉拉山自然保護區內埋伏多日，趁陳正雄、陳照英、陳英豪3名男子涉嫌深入復興鄉拉拉山自然保護區內，用鏈條鋸斷樹瘤後，人力背到車道，再由小貨車接駁運送之時在崗哨人贓俱獲。[10]